# Münster (Creglingen)
Münster ist ein Stadtteil von Creglingen im Main-Tauber-Kreis im fränkisch geprägten Nordosten Baden-Württembergs.

## Geographie
Der Ort dehnt sich im Eintritt des Berbachs ins Herrgottsbachtal aus. Zur Gemarkung der ehemaligen Gemeinde Münster gehören das Dorf Münster (⊙) sowie die abgegangenen Ortschaften Hellenmühle, Hohenweiler und Wieset.

## Geschichte

### Mittelalter
Der Ort wurde im Jahre 1232 erstmals urkundlich als Munsteren erwähnt. Die Bezeichnung stammt vom lateinischen monasterium, das Kloster beziehungsweise Stiftskirche bedeutet. Im 13. und 14. Jahrhundert lassen sich verschiedene Linien des Hauses Hohenlohe vor Ort nachweisen. Die Hohenlohe-Brauneck verkauften ihren Anteil im 14. Jahrhundert (1332 und 1366) an andere Familienmitglieder des Hauses Hohenlohe. Im Jahre 1388 erwarben diese auch Besitz der von Wiesenbronn bei Geroldshofen, welcher einst dem Bischof von Augsburg gehört hatte. Noch 1434 beziehungsweise 1468 wurden Augsburger Lehensträger (von Leuzenbronn, von Winkel) in Münster erwähnt.

### Neuzeit
Im 16. Jahrhundert wurde die hohenlohische Hälfte des Dorfs an die Herren von Rosenberg verpfändet. 1536 wurde der Ort wieder eingelöst und gehörte fortan zum Amt Weikersheim. Die andere Hälfte des Orts war ebenfalls an die von Rosenberg als würzburgisches Lehen mit der Herrschaft Haltenbergstetten verliehen. Im Jahre 1641 wurden die von Hatzfeld mit diesem Teil belehnt. Die Gerichtsherrschaft wechselte jährlich unter den verschiedenen Kondominatsherren. Die Zehnthoheit war zwischen Creglingen und Niederstetten geteilt. Im Jahre 1794 fiel das Lehen wieder an das Bistum Würzburg heim und gelangte 1803 samt der hohenlohe-öhringischen Hälfte des Orts als Ersatz für linksrheinischen Besitz an Hohenlohe-Bartenstein-Jagstberg. Im Jahre 1806 gelangte der Ort wiederum unter württembergische Landeshoheit und gehörte seitdem zum Oberamt Mergentheim und seit 1938 zum Landkreis Mergentheim, der zum 1. Januar 1973 im neu gebildeten Main-Tauber-Kreis aufging.
Am 1. Februar 1972 wurde Münster in die Stadt Creglingen eingegliedert.

### Einwohnerentwicklung
Die Bevölkerung von Münster entwickelte sich wie folgt:
| Jahr | Gesamt |
| ---- | ------ |
| 1961 | 366    |
| 1970 | 337    |
| 2016 | 239    |

## Politik
Die Blasonierung des Münsterer Wappens lautet: In Rot ein aus dem Unterrand wachsender silberner Kirchturm mit romanischem Doppelfenster.

## Religion
Die sehr alte Kirche vor Ort war wahrscheinlich Mutterkirche von Creglingen. Die Katholiken gehören zur katholischen Gemeinde Creglingen.
Die evangelische Kirchengemeinde Münster umfasst den Stadtteil Münster der Stadt Creglingen. 1541 wurde die ehemalige Allerheiligenkirche evangelische Pfarrkirche. Die evangelische Kirchengemeinde Münster wurde zeitweise vom Pfarramt II in Creglingen betreut. Heute betreut das evangelische Pfarramt Münster auch die Nachbarkirchengemeinde Niederrimbach.

## Kultur und Sehenswürdigkeiten

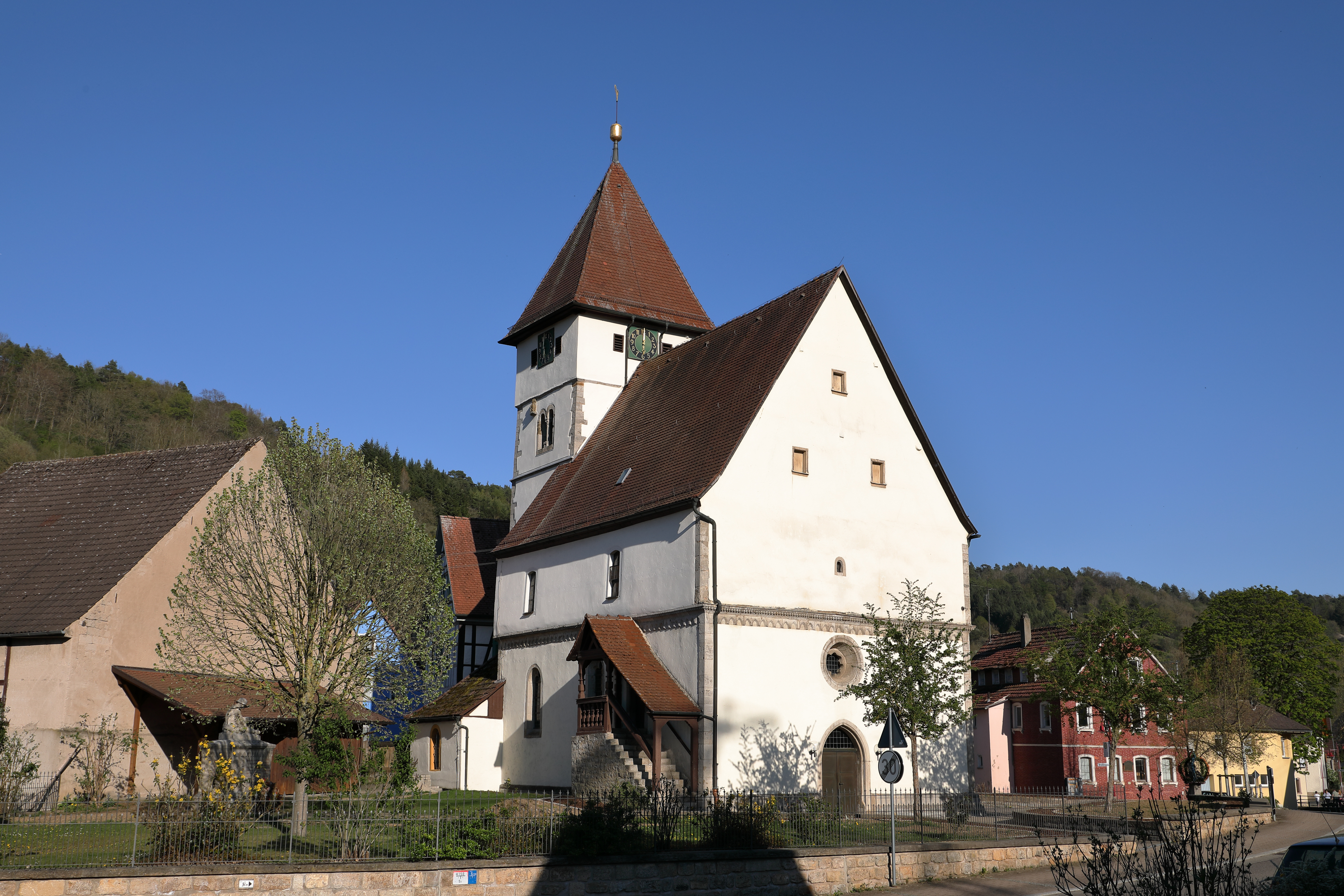
Evangelische Kirche Münster

### Kulturdenkmale

#### Evangelische Kirche
Die evangelische Pfarrkirche (ehemalige Allerheiligenkirche) ist ein spätromanischer Bau mit Chorturm aus dem 13. Jahrhundert.

#### Feuerwehrhaus
Sehenswert ist auch das Feuerwehrhaus, ein Fachwerkbau mit Frontturm aus der Zeit um 1900.

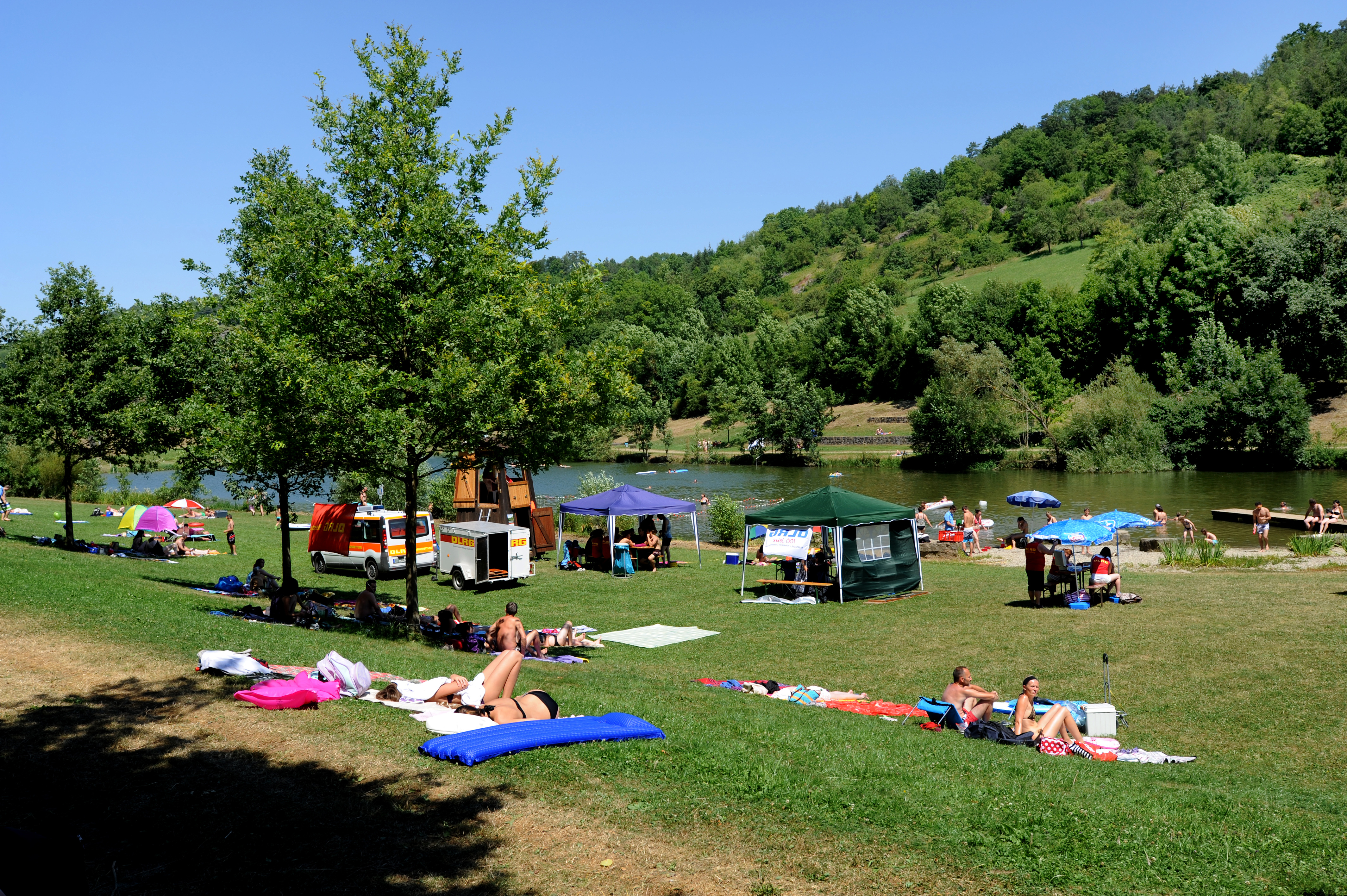
Badesee Münster

### Freizeit- und Erholungsgebiet Münsterseen
Mit dem Bau von zwei Hochwasserrückhaltebecken wurde bereits in den 1960er Jahren ein Angel- und ein Badesee (⊙) bei Münster angelegt, die vom Herrgottsbach mit Wasser gespeist werden. Das Gebiet rund um den Badesee wurde in der Folge zu einem Freizeit- und Erholungsgebiet ausgebaut.
Besucher des öffentlich zugänglichen Badesees können auf freiwilliger Basis Eintrittsgeld entrichten. Es gibt einen Getränke- und Eisautomaten. Der Münstersee verfügt über einen Kiesstrand, einen Wasserspielplatz, eine Sonnenterrasse und einen Grillplatz. Daneben gibt es ein Kneipp-Becken und einen Zeltplatz.

### Rad- und Wanderwege
Münster liegt am etwa 180 km langen Jakobsweg Main-Taubertal.

## Wirtschaft und Infrastruktur

### Gewerbegebiet
Im Gewerbegebiet Hörle in Münster stehen Gewerbegrundstücke auf einer Gesamtfläche von etwa 16,6 Hektar zur Verfügung.

### Verkehr
Münster ist aus nordnordwestlicher und südsüdöstlicher Richtung jeweils über die L 1005 zu erreichen, die den Ort durchquert. Aus südwestlicher Richtung ist der Ort über die K 2890 zu erreichen.